# 梶和三郎
梶 和三郎（かじ わさぶろう、1903年 - 1983年11月6日）は、日本の教育者。灘中学校・高等学校第3代校長。

## 来歴・人物
香川県三豊郡上高瀬村（現 三豊市高瀬町）出身。
旧制香川県立三豊中学校に進学後、恩師から数学教師になることを諭されて東京高等師範学校数学科に進学。同高等師範学校を卒業後、1926年（大正15年）旧制愛媛県立大洲中学校に数学科教諭として赴任。1927年（昭和2年）旧制神奈川県立湘南中学校に転任。1938年（昭和13年）から1941年（昭和16年）まで旧制群馬県立太田中学校教頭を務める。
その後、兵庫県立福崎高等学校、兵庫県立洲本高等学校、兵庫県立姫路東高等学校、兵庫県立星陵高等学校の校長を歴任。
1961年（昭和36年）9月から1971年（昭和46年）3月まで灘中学校・高等学校の校長を務めた。
1971年（昭和46年）4月から1973年（昭和48年）11月まで上戸学園高等学校の校長を務めた。

## 栄典
- 勲四等旭日小綬章